# Chilocorus fraternus
Chilocorus fraternus – gatunek chrząszcza z rodziny biedronkowatych i podrodziny Coccinellinae. Występuje endemicznie na zachodzie Stanów Zjednoczonych.
Gatunek ten opisany został po raz pierwszy w 1857 roku przez Johna Lawrence’a LeConte’a. Jako miejsce typowe wskazano Sacramento w Kalifornii.
Chrząszcz o szeroko-owalnym, mocno wysklepionym ciele długości od 3,4 do 5,1 mm i szerokości od 3 do 4,3 mm. Zarys ciała jest z tyłu lekko zwężony. Wierzch ciała pozbawiony jest owłosienia, gładki, połyskujący, drobno, ale wyraźnie punktowany. Ubarwienie wierzchu ciała jest czarne z parą żółtych lub czerwonych plam na pokrywach umieszczonych przed środkiem ich długości. Spód głowy i tułowia jest czarny, odwłoka zaś żółty lub czerwony. Odróżnienie tego gatunku od C. orbus możliwe jest tylko przy użyciu genitaliów samców. U C. fraternus paramery mają po 47–88 krótkich szczecinek każda, a szczecinki na krawędziach wewnętrznych ograniczone są do wierzchołkowej ich połowy.
Owad nearktyczny, endemiczny dla zachodniego wybrzeża Stanów Zjednoczonych. W sposób pewny stwierdzony został tylko w Dolinie Kalifornijskiej. Melville Harrison Hatch w 1961 roku podał go z północnej części pacyficznego wybrzeża Stanów Zjednoczonych, jednak nie dokonał oględzin genitaliów.